# Vlag van Wallis en Futuna
De vlag van Wallis en Futuna heeft geen officiële status, maar wordt de facto gebruikt naast de vlag van Frankrijk in het gebied, die de jure de enige geldige vlag van het Franse overzeese gebied is.
De onofficiële vlag bestaat uit een rood veld met daarop een wit vierkant met een rood andreaskruis; in het kanton staat de Franse vlag. Als alternatief wordt een rode vlag met een wit cross pattée gebruikt, waarbij het kruis iets rechtsonder van het midden is geplaatst. Ook in de alternatieve vlag staat de Franse vlag in het kanton. De officiële vlag van het gebied is echter de vlag van Frankrijk.
Rood staat voor moed en wit voor de zuiverheid van idealen. Drie van de driehoeken staan voor de drie inheemse koningen van de eilanden, de vierde voor de Franse bestuurder. De driekleur in de kanton verwijst naar de Franse overheersing.

## Geschiedenis
Het Koninkrijk Uvea (op de Walliser eilanden) had zijn eigen vlag vanaf 1840. Deze werd ontworpen door pater Bataillon en aangeboden aan de koning, die zich tot het katholieke geloof had bekeerd. De vlag toonde de Maagd Maria op een witte achtergrond. Op 4 november 1842 werd een nieuwe vlag geïntroduceerd. Deze had vier Griekse kruizen in de hoeken, twee in blauw en twee in rood. In het midden stond het monogram van de Maagd Maria: een rode A boven een blauwe M. Deze vlag bleef in gebruik tot 1860.
Van 1837 tot 1858 voerde Koning I. P. Lavelua een persoonlijke vlag die leek op de huidige. Het enige dat ontbrak was de Franse driekleur. Koningin Amelia (1858 tot 1887) vergrootte de driehoeken zodat het rode gebied nu verscheen als een Grieks kruis op een witte achtergrond met een rood kader. Al in 1860 werd een Franse driekleur met een rood breedarmig kruis in het midden toegevoegd als de nieuwe vlag van het koninkrijk.
Met het verdrag met Frankrijk van 19 november 1886, dat van het koninkrijk een protectoraat maakte, plaatste Amelia de Franse vlag in de gösch en vormden de witte driehoeken nu een pootkruis, groter dan nu. Van 1887 tot 1910 was het kruis weer verdeeld in driehoeken. Van 1910 tot 1985 was het weer een (iets kleiner) pootkruis. Sinds 1985 zijn het weer driehoeken.
|  |  |  |  |

|  |  |  |  |

## Vlaggen van de koninkrijken
Wallis en Futuna is verdeeld in drie traditionele koninkrijken, die elk hun eigen vlag hebben. De vlag van het Koninkrijk Uvea lijkt erg op de onofficiële vlag van Wallis en Futuna. Het enige verschil is dat de Franse driekleur niet in de gösch staat, maar verschoven in de bovenste liek en omlijst met een witte rand. De vlaggen van de twee koninkrijken op Futuna tonen de Franse driekleur ook op dezelfde manier op hun vlag. De rode vlag van Alo toont een palmblad en in het geel een gekruiste knots en bijl, de wapens waarmee Pater Chanel werd vermoord. De vlag van Sigave is diagonaal rood en zwart verdeeld van de onderkant van de mast tot de bovenkant van de wapperende zijde. In het midden, op een gele schijf, toont de vlag een palmblad geflankeerd door twee speren.
|  |  |  |